# Монтоне
Монтоне (італ. Montone) — муніципалітет в Італії, у регіоні Умбрія, провінція Перуджа.
Монтоне розташоване на відстані близько 165 км на північ від Риму, 29 км на північ від Перуджі.
Населення — 1684 особи (2014).

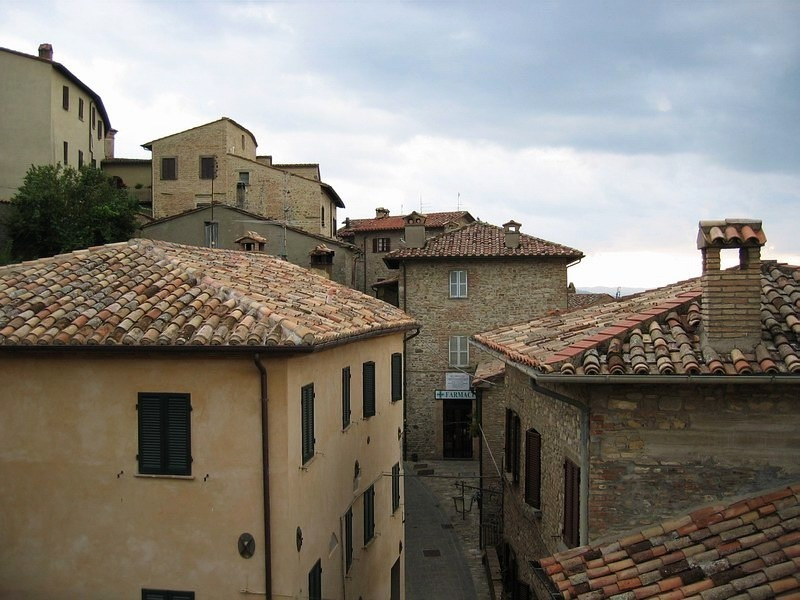

Щорічний фестиваль відбувається 12 березня. Покровитель — San Gregorio.

## Демографія
Населення за роками:

Станом на 1 січня 2023 року в муніципалітеті офіційно проживали 143 іноземці з 28 країн, серед них 71 громадянин країн Євросоюзу та 2 громадяни України.

## Сусідні муніципалітети
- Читта-ді-Кастелло
- П'єтралунга
- Умбертіде